# Marco Bergonzi
Marco Bergonzi (Piacenza, 15 ottobre 1963) è un politico italiano, deputato dal 2014 al 2018.

## Biografia
Consigliere alla Provincia di Piacenza per il PD, nel dicembre 2012 si candida con successo alle primarie provinciali dello stesso partito per le elezioni politiche, ottenendo 1829 voti. Risulta successivamente tra i primi dei non eletti alla Camera nella circoscrizione Emilia-Romagna alle elezioni del 24 e 25 febbraio 2013.
A seguito delle dimissioni presentate dall'onorevole Federica Mogherini, nominata alto rappresentante dell'Unione per gli affari esteri e la politica di sicurezza, il 30 ottobre 2014 viene proclamato deputato.